# 보현사 영산전
영산전(靈山殿)은 자강도 향산군에 있는 고려시대의 건축물이다. 조선민주주의인민공화국의 국보 제141호로 지정되었다. 보현사의 부속 건물 중 하나이다.

## 개요
보현사는 1042년 창건 이후 1765년까지 여러 차례 중수, 중건되었다. 경내에는 주불전인 대웅전을 비롯하여 만세루, 관음전(국보유적 57호), 대장전, 영산전, 명부전, 응향각 등 여러 건물들과 만세루 정면의 4각 9층석탑(북한 국보유적 7호) 및 대웅전 앞 팔각13층석탑(북한 국보유적 144호), 그리고 조계문, 해탈문, 천왕문 등 여러 건축물들이 남북축을 중심으로 좌우 지세에 맞게 배치되었다. 한국전쟁 중 대웅전과 만세루가 소실되었으나, 1976년과 1979년 각각 복원되었으며, 1983년 주변에 있던 영산전과 수충각을 절 내로 이전하였다.
영산전은 원래 보현사 동쪽 500m 지점에 있던 것을 관음전 동쪽의 현재 위치로 옮겨 왔다. 이건 시 발견된 상량문에 의하면 지금의 건물은 1875년에 다시 지은 것이라고 한다. 영산전은 정면 3칸, 측면 3칸 규모의 다포계 맞배집이며, 전면에는 관음전과 같이 툇마루와 툇기둥을 세웠다. 가구는 1고주 5량으로 구성하였으며, 공포의 모습은 익공계의 모습과 비슷하며 주간포 사이에는 화반을 배치하는 등 익공계와 다포계의 절충 흔적이 뚜렷하다.
내부에는 ‘ㄴ’자형 불단을 만들어 석가모니상과 성중(聖衆)들을 봉안하였다. 천장은 중도리를 경계로 빗천장과 우물천장을 조합하여 만들었다. 빗천장에는 화재로 소멸되기 전의 대웅전과 같은 쌍연봉과 물고기 조각으로 장식하여, 대웅전과 비슷한 시기에 건립하였던 것임을 알 수 있다. 건물 내외부에 금단청과 모로단청을 혼합하여 매우 화려하게 장식하였다.